# کتانی ارغوانی
کتانی ارغوانی (نام علمی: Linaria purpurea) نام یک گونه از سرده کتانی است.